# Alvania oldroydae
Alvania oldroydae är en snäckart som beskrevs av Bartsch 1911. Alvania oldroydae ingår i släktet Alvania och familjen Rissoidae. Inga underarter finns listade i Catalogue of Life.